# لجنة الاتصال الدولية للانعاش
لجنة الاتصال الدولية للانعاش (بالإنجليزية: International Liaison Committee on Resuscitation)‏ تم تشكيلها عام 1992 لتوفير فرصة للمنظمات الرئيسية للعمل معا في مجال الإنعاش القلبي (CPR ) ورعاية القلب والاوعية الدموية في حالة الطوارئ (ECC),..تم اختيار الاسم عام 1996 متعمدا لتكون الكلمات ذات علاقة بمرضى القلب.
لجنة الاتصال الدولية للانعاش (لجنة الاتصال الدولية للانعاش) جمعت جمعية القلب الامريكية (AHA), مجلس الإنعاش الأوروبي (ERC), مؤسسة القلب والسكتة الدماغية في كندا (HSFC)، اللجنة الأسترالية ونيوزلندا للانعاش، مجالس الإنعاش في الجنوب الأفريقي (RCSA), مجالس الإنعاش في آسيا (RCA), مؤسسة القلب الأمريكية (IAHF).

## مهام اللجنة
توفر(لجنة الاتصال الدولية للانعاش) آالية توافق يمكن مراجعتها وتحديدها من خلال العلوم والمعرفة الدولية ذات الصلة برعاية القلب في حالات الطوارئ، آلية التوافق هذه ستستخدم لتوفير ارشادات بشأن رعاية القلب الطارئة لدعم الحياة الأساسية (BLS)), ودعم حياة الأطفال (PLS), دعم الحياة المتقدمة (ALS). في حين أن التركيز الرئيسي بناءا على ارشادات العلاج، ستتناول اللجنة أيضا فعالية مناهج التعليم والتدريب المتعلقة بتنظيم رعاية القلب الطارئة، وستقدم اللجنة دعم من خلال تنسيق التواريخ لتطوير المبادئ التوجيهية والمؤتمرات من قبل مجالس الإنعاش المختلفة وتهدف هذه المبادئ التوجيهية إلى وحدة مشتركة يدعمها العلم (BLS, ALS and PLS)

## الاهداف
اهداف ILCOR هي:
•	توفير منتدى للمناقشة وللتنسيق من جميع جوانب الإنعاش القلبي الرئوي والدماغي في جميع أنحاء العالم..
•	التعزيز للبحث العلمي في مجالات الإنعاش حيث يوجد نقص في البيانات وجدال..
•	توفير لنشر معلومات عن التدريب والتعليم في الإنعاش..
•	توفير الية للتجميع، مراجعة وتبادل البيانات العلمية الدولية حول الإنعاش..
•	إنتاج بيانات مناسبة حول قضايا تتعلق بالإنعاش..

## فعاليات
يجتمع ILCOR مرتين كل عام بالتناوب عادة بين مكان في الولايات المتحدة ومكان آخر في العالم، حيث أنتجت ILCOR أول المبادئ التوجيهية الدولية CPR في عام 2000, ومراجعة البروتوكلات 2005
(نشر في آن واحد في المجلات العلمية والإنعاش والتداول)  and Circulation).
حيث أكمل 281 خبيراً 403 ورقة عمل حول 275 موضوعاً، وتم مراجعة أكثر من 22000 دراسة منشورة لإنتاج مراجعة 2005, وظهر تحديث آخر في عام 2015,
```
بالنسبة لدورة المراجعات القياسية للإنعاش هي خمس سنوات. لذلك من المقرر أن يكون العام المقبل في عام 2020.
```